# Bezzia omanensis
Bezzia omanensis är en tvåvingeart som beskrevs av Boorman och Harten 2002. Bezzia omanensis ingår i släktet Bezzia och familjen svidknott.
Artens utbredningsområde är Oman. Inga underarter finns listade i Catalogue of Life.